# Liste der Ehrenbürger von Amberg
Die Ehrenbürgerwürde ist die höchste kommunale Auszeichnung der Stadt Amberg.
Ihre Verleihung erfolgt auf Beschluss des Stadtrates an Persönlichkeiten, die sich außerordentliche Verdienste um das Wohl der Stadt erworben haben. Mit der Ehrung sind keine Privilegien verbunden. Bei Bedürftigkeit kann jedoch die Stadt Amberg auf Antrag die Beerdigungskosten tragen. Auch die Grabpflege wird von der Stadt übernommen, sofern keine Angehörigen vorhanden sind.
Seit 1850 wurden mindestens 28 Personen zu Ehrenbürgern ernannt.
Hinweis: Die Auflistung erfolgt chronologisch nach Datum der Zuerkennung.

## Die Ehrenbürger der Stadt Amberg
1. Josef Friedrich Rezer (* 18. Januar 1791 in Amberg; † 15. September 1850 in Freising)
Rechtskundiger Bürgermeister
Verleihung am 31. Januar 1850
Rezer stand zunächst als Magistratsrat und Rechtsrat, später als Bürgermeister im Dienste der Stadt. In seine Amtszeit fällt der Bau eines zentralen Krankenhauses.
2. Mathias Trieb (* 20. November 1807 in Teisbach; † 29. Oktober 1883 in Amberg)
Rektor i. R.
Verleihung am 10. Dezember 1870
Trieb war Gymnasialprofessor am Humanistischen Gymnasium der Stadt. Als Rektor erwarb er sich große Verdienste um das Amberger Realschulwesen. Der Stadt Amberg hinterließ er eine Stiftung zur Erziehung von verwahrlosten Kindern. Wegen seiner großen Verdienste um das Wohl der Stadt und um die Errichtung wohltätiger Stiftungen für arme Kinder wurde er zum Ehrenbürger ernannt.
3. Philipp Freiherr von Podewils (* 14. Mai 1809 in Amberg; † 25. November 1885 in Amberg)
Direktor der Amberger Gewehrfabrik
Verleihung am 31. Dezember 1872
Als Direktor der Amberger Gewehrfabrik, die er zu großem wirtschaftlichem Erfolg führte, erwarb er sich Verdienste um die Stadt. Podewils ist der Erfinder des gleichnamigen Gewehres.
4. Ludwig Windthorst (* 17. Januar 1812 auf Gut Caldenhof in Ostercappeln bei Osnabrück; † 14. März 1891 in Berlin)
deutscher, römisch-katholischer Politiker der zweiten Hälfte des 19. Jahrhunderts
Verleihung am 6. September 1884
Als bedeutender Teilnehmer und Redner trat der führende Politiker der Zentrumspartei, Ludwig Windthorst, beim Katholikentag 1884 in Amberg auf.
5. Michael Lauerer (* 13. März 1821 in Amberg; † 1. August 1908 in Amberg)
Privatier
Verleihung am 11. Dezember 1891
Lauerer war Inhaber einer Bank. Er wurde für seine Verdienste um die Stadt als Mitglied des Kollegiums der Gemeindebevollmächtigten und des Magistratsrates zum Ehrenbürger ernannt. Er war darüber hinaus Mitglied des Landrates der Oberpfalz und von 1869 bis 1881 Landtagsabgeordneter.
6. Michael Helmberger (* 13. November 1820 in Regenstauf; † 5. November 1900 in Regensburg)
Stiftskanonikus
Verleihung am 19. April 1892
Helmberger war von 1867 bis 1898 Stadtdekan an der Stadtpfarrkirche St. Martin. Auf seine Initiative wurde 1884 der Amberger Katholikentag abgehalten. Auch die Gründung der Amberger Volkszeitung und verschiedener Wohltätigkeitsanstalten, wie des Mädchenwaisenhauses, gehen auf ihn zurück.
7. Ernst Herrmann (* 13. Oktober 1831 in Ansbach; † 4. Dezember 1904 in Amberg)
Kunstschlosser
Verleihung am 26. Mai 1897
Herrmann war 25 Jahre 1. Kommandant der Freiwilligen Feuerwehr. Er erwarb sich Verdienste um das Feuerlöschwesen der Stadt. Unter seiner Leitung wurde das Feuerwehrwesen neu organisiert. Darüber hinaus setzte er sich für die Fortentwicklung von Handel und Gewerbe in der Oberpfalz ein.
8. Johann Baptist Ritter von Walter (* 18. Oktober 1831 in Leuchtenberg; † 27. Januar 1900 in München)
Oberstlandesgerichtsrat
Verleihung am 1. September 1899
Ritter von Walter gehörte von 1875 bis 1899 als Abgeordneter dem Bayerischen Landtag an und fungierte von 1893 bis 1897 als dessen Präsident. Für seinen Einsatz für die Errichtung des Amberger Hochofens und der Lehrerbildungsanstalt wurde ihm die Ehrenbürgerschaft verliehen. Auch der Bau zweier Bahnlinien ist ihm zu verdanken.
9. Josef Heldmann (* 8. November 1835 in Vilseck; † 10. Oktober 1910 in Amberg)
Rechtskundiger Bürgermeister, Kgl. Hofrat
Verleihung am 26. Juni 1907
Heldmann stand 40 Jahre lang im Dienst der Stadt, zunächst als Rechtsrat in der Stadtverwaltung, später 15 Jahre als rechtskundiger Bürgermeister. Unter ihm wurde die Wasserleitung gebaut, der Schlachthof und das Feuerwehrhaus.
10. Ludwig Feil (* 14. Januar 1856 in Amberg; † 20. Oktober 1933 in Amberg)
Betriebsleiter i. R.
Verleihung am 13. Januar 1926
Feil war 22 Jahre lang 1. Kommandant der Freiwilligen Feuerwehr und erwarb sich Verdienste um das städtische Feuerlöschwesen. Daneben gehörte er lange Jahre dem Gemeindekollegium und dem Stadtrat an und war Leiter des städtischen Kraftfahrzeugwesens.
11. August Ehrensberger (* 5. April 1841 in Amberg; † 17. Dezember 1930 in Amberg)
Praktischer Arzt
Verleihung am 17. März 1926
Ehrensberger war Knappschaftsarzt in Amberg. Er erwarb sich Verdienste um das Kriegervereins- und Sanitätswesen der Stadt. Er war Gründer und 40 Jahre lang Führer der freiwilligen Amberger Sanitätskolonne.
12. Anton Ruck (* 22. Oktober 1847 in Tückelhausen; † 9. Juni 1931 in München)
Stadtbaurat i. R.
Verleihung am 28. September 1927
Ruck war mehr als 40 Jahre als Stadtbaurat und Vorstand des Stadtbauamtes tätig. In dieser Funktion plante er die Erweiterung der Stadt über den Bereich der alten Stadtmauer hinaus. Er zeichnete für den Umbau des Rathauses, des Gaswerkes und des Schlachthofs verantwortlich und förderte den Bau dreier Lokalbahnen.
13. Anton Dollacker (* 1. Juni 1862 in Amberg; † 24. September 1944 in Amberg)
Oberregierungsrat a. D.
Verleihung am 9. März 1934
Mit der Verleihung der Ehrenbürgerschaft wurden Dollackers Verdienste um die geschichtliche Forschung seiner Heimatstadt und der Oberpfalz von der Urzeit bis zur Gegenwart sowie seine Mitarbeit an der Ordnung und Erschließung des Stadtarchivs gewürdigt.
14. Josef Dollacker (* 13. Mai 1856 im Amberg; † 16. März 1937 in Amberg)
Generalmajor a. D.
Verleihung am 9. März 1934
Dollacker ist Verfasser einer Chronik der Stadt Amberg von 1864 bis 1935. Für seine Verdienste um die Geschichte der Stadt und seiner Oberpfälzer Heimat wurde er mit der Ehrenbürgerschaft ausgezeichnet.
15. Georg Blößner (* 8. September 1859 in Burkardsreuth; † 22. Januar 1950 in Amberg)
Seminardirektor i. R., Päpstlicher Hausprälat
Verleihung am 31. August 1949
Blößner wirkte als Prediger an der Stadtpfarrkirche. Am Amberger Gymnasium unterrichtete er als Religionsprofessor und war Direktor des Kgl. Studienseminars. Zum Ehrenbürger ernannt wurde er für seine Verdienste auf dem Gebiet der Oberpfälzer und stadtgeschichtlichen Heimatforschung.
16. Emmanuel Reichenberger (* 5. April 1888 in Vilseck; † 2. Juli 1966 in Wien)
Pfarrer, Päpstlicher Geheimkämmerer
Verleihung am 18. Juli 1951
Reichenberger war Präsident der Kolpingsfamilie in Chicago und organisierte nach dem Ende des Zweiten Weltkriegs die CARE-Pakete-Aktion. Er erwarb sich Verdienste um die Heimatvertriebenen und war Fürsprecher des deutschen Volkes in den Vereinigten Staaten.
17. Julius Dörfler (* 28. Januar 1872 in Markt Berolzheim; † 14. März 1952 in München)
Krankenhausdirektor i. R., Sanitätsrat
Verleihung am 29. Januar 1952
Dörfler war zunächst ab 1917 Leiter der chirurgischen Abteilung und ab 1922 Direktor des Städtischen Marienkrankenhauses. Er erwarb sich besondere Verdienste durch die Erweiterung und Fortentwicklung des Krankenhauses. Von 1925 bis 1933 war er Mitglied des Stadtrates.
18. Josef Kallmünzer (* 11. Februar 1871 in Amberg; † 22. Dezember 1957 in Amberg)
Großkaufmann, Kommerzienrat
Verleihung am 6. Februar 1952
Kallmünzer wurde für seine Verdienste gewürdigt, die er sich während 30 Jahren als Mitglied des Kollegiums der Gemeindebevollmächtigten, des Magistratsrates und des Stadtrates sowie als Mitglied des Kreistages der Oberpfalz erworben hatte. Er setzte sich nachhaltig für die Lokalbahnen, die städtische Kanalisation, das städtische Krankenhaus sowie den Bau der Oberrealschule ein. Er war außerdem langjähriges Mitglied der IHK Regensburg.
19. Georg Baumann (* 15. März 1878 in Amberg; † 4. März 1968 in Amberg)
Fabrikbesitzer
Verleihung am 10. Dezember 1953
Baumann war Inhaber der Emaillefirma Gebrüder Baumann. Dort schuf er vor dem Ersten Weltkrieg 3000 Arbeitsplätze. Für die Werksangehörigen schuf er im so genannten Baumannviertel mehr als 400 Wohnungen sowie eine eigene Pensionskasse. Er war von 1916 bis 1919 Mitglied des Gemeindekollegiums und von 1948 bis 1952 Mitglied des Stadtrats. Von 1954 bis 1956 gehörte er als Abgeordneter dem Bayerischen Landtag an. Mit seinem Engagement in Wirtschaftsverbänden und seiner kommunalpolitischen Mitarbeit trug er zur industriellen Entwicklung der Stadt und des politischen Lebens bei.
20. Sebastian Regler (* 27. November 1884 in Süß bei Hahnbach; † 10. November 1959 in Amberg)
Rechtskundiger Bürgermeister i. R.
Verleihung am 12. Dezember 1954
Regler erwarb sich während mehr als 30 Jahren in seinen Funktionen als Rechtsrat und rechtskundiger Bürgermeister Verdienste um die Stadt. Außerdem war er örtlicher Luftschutzleiter und Kreisvorsitzender des Roten Kreuzes. Gegen Ende des Zweiten Weltkriegs bewahrte er im April 1945 durch persönlichen Einsatz die Stadt vor der Zerstörung.
21. Otto Carl Schulz (* 10. April 1880 in Konitz, Westpreußen; † 21. April 1964 in Amberg)
Fabrikbesitzer
Verleihung am 1. April 1960
Schulz war Gründer der Depragwerke. 1944 richtete er als Stipendienhilfe für begabte Studenten die Otto-Carl-Schulz-Stiftung ein, die er nach 1948 auf 100.000 DM aufstockte. Für seine Verdienste um das Wirtschaftsleben der Stadt wurde ihm die Ehrenbürgerschaft verliehen.
22. Karl Bauer (* 13. Januar 1894 in Amberg; † 28. März 1966 in Amberg)
Elektromeister
Verleihung am 17. Februar 1964
Bauer war als Meister der Elektrotechnik und Feinmechanik im Lehrlingswesen tätig. Im Amberger Stadttheater betreute er aus Idealismus die technischen Anlagen. Er erwarb sich Verdienste um das Feuerlöschwesen der Stadt.
23. Josef Karl Regner (* 6. Oktober 1890 in Amberg; † 18. März 1966 in Amberg)
Bürgermeister i. R., Geschäftsführer
Verleihung am 27. September 1965
Regner war von 1929 bis 1933 und wieder ab 1945 Mitglied des Stadtrates und bekleidete zeitweilig ehrenamtlich das Amt des 3. bzw. ab 1958 das des 2. Bürgermeisters. Daneben war er in der Gewerkschaftsbewegung und in den Organisationen des bayerischen Metallarbeiterhandwerks aktiv.
24. Wolf Steininger (* 13. April 1907 in Amberg; † 29. Januar 1999 in Amberg)
Oberbürgermeister a. D.
Verleihung am 26. Juni 1972
Steininger war von 1958 bis 1970 Oberbürgermeister der Stadt. Zudem war er Mitglied des Bezirkstages der Oberpfalz und des Bayerischen Senats. Mit der Planung und Durchführung vieler städtebaulicher Maßnahmen erwarb er sich Verdienste um die Stadt.
25. Franz Prechtl (* 17. Mai 1927 in Amberg; † 29. Juli 2018)
Oberbürgermeister a. D.
Verleihung am 30. April 1990
Prechtl war von 1970 bis 1990 Oberbürgermeister der Stadt Amberg. In seine Amtszeit fällt die Sanierung der Altstadt. Er förderte wirtschaftliches und industrielles Wachstum in der Region.
26. Helmut Bartelt (* 13. Februar 1924; † 16. April 1994)
Rektor
Verleihung am 19. Oktober 1993
Bartelt gehörte 30 Jahre dem Stadtrat an und diente 18 Jahre als 2. Bürgermeister. In diesen Funktionen erwarb er sich vielfältige Verdienste um das Gemeinwohl, insbesondere im schulischen Bereich, in der Vertriebenenarbeit und auf Vereinsebene.
27. Maria Geiss-Wittmann (* 3. März 1934)
Politikerin
Verleihung am 14. Februar 2008
Geiss-Wittmann war 18 Jahre Mitglied des Stadtrats und von 1970 bis 1986 Mitglied des Bayerischen Landtages. Von 2000 bis 2008 war sie Landesvorsitzende von donum vitae in Bayern. Sie ist Initiatorin des „Moses-Projekts“. Sie erwarb sich insbesondere Verdienste um die soziale Entwicklung Ambergs u. a. durch ehrenamtliches Engagement als Vorstandsmitglied beim Sozialdienst katholischer Frauen.
28. Wolfgang Dandorfer (* 5. Juni 1949; † 29. Juli 2023)[1]
Alt-Oberbürgermeister
Verleihung am 18. Oktober 2019
Dandorfer war 24 Jahre Oberbürgermeister der Stadt Amberg und zuvor 8 Jahre Abgeordneter des Bayerischen Landtages. In seine Amtszeit als Oberbürgermeister fielen die Gründung der heutigen Ostbayerischen Technischen Hochschule Amberg-Weiden, die Landesgartenschau 1996, der Bau des Amberger Congress Centrums und die Bayerische Landesausstellung "Der Winterkönig".